# Humane Society of the United States

Altes Logo

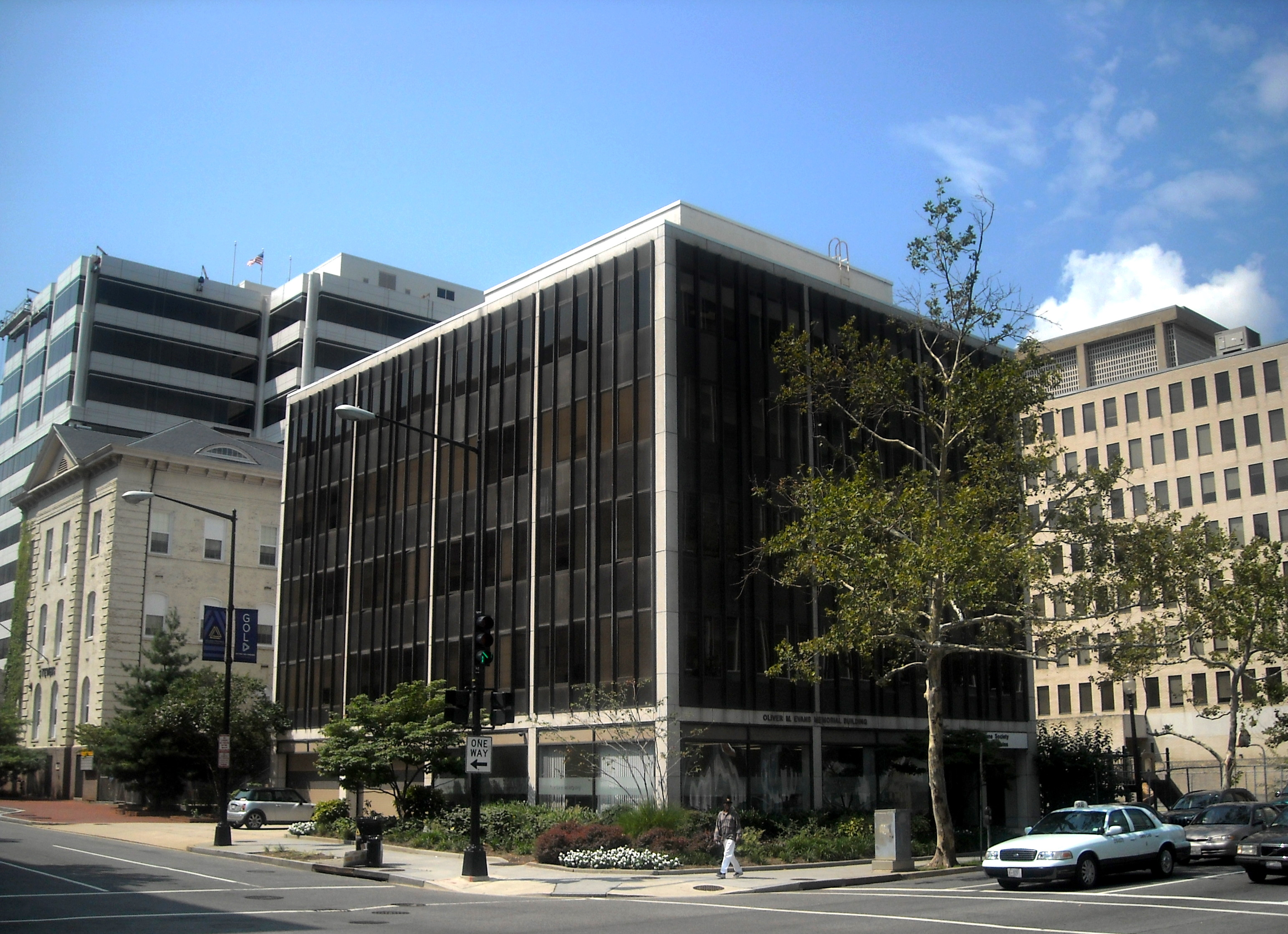
Der Hauptsitz der Humane Society of the United States in Washington D.C.

Die Humane World for Animals (HWA) ehemals Humane Society of the United States (HSUS) ist eine Organisation in den Vereinigten Staaten, deren Ziel der Schutz von Tieren und der Einsatz für deren Wohlergehen ist. Mit einem Budget von rund 120 Millionen US-Dollar ist die HSUS, die sich selbst als Organisation des Mainstreams bezeichnet, die größte Tierschutzorganisation weltweit. Sitz der 1954 gegründeten Organisation ist die US-Hauptstadt Washington, D.C.

## Ziele
Die konkreten Ziele der Humane Society im Bereich des Tierschutzes sind vielfältig. So setzt sich die Organisation beispielsweise für eine verantwortungsvolle Haltung von Heimtieren und gegen deren extensive Zucht ein. Die Zucht von Tieren zur Pelzgewinnung wird ebenso abgelehnt wie Hahnenkämpfe, Hundekämpfe, Stierkämpfe und vergleichbare Formen der Nutzung von Tieren für Unterhaltungszwecke.
Im Bereich der landwirtschaftlichen Züchtung von Nutztieren sowie des Einsatzes von Versuchstieren in der biomedizinischen Forschung setzt sich die Humane Society für eine weitestmögliche Reduzierung der damit verbundenen Schmerzen und Leiden der Tiere ein, lehnt diese Formen der Tiernutzung jedoch nicht grundsätzlich ab. Einen ähnlich pragmatischen Ansatz verfolgt die Organisation im Bereich der Jagd und des Angelns. Bei diesen Freizeitaktivitäten ist das Ziel vor allem die Vermeidung unnötigen Leidens und besonders grausamer Methoden. Vor allem hinsichtlich ihrer Zielsetzung in diesen Bereichen unterscheidet sich die HSUS von Organisationen mit einem radikaleren Tierschutzverständnis wie beispielsweise People for the Ethical Treatment of Animals (PETA).
Weitere Ziele sind unter anderem der Schutz von bedrohten Wildtieren, der Einsatz gegen unsachgemäßen Handel mit gefangenen Wildtieren sowie gegen den Handel mit Produkten aus Wildtieren, und die Verbesserung der Situation von Tieren in zoologischen Gärten, Delfinarien und vergleichbaren Einrichtungen.

## Aktivitäten
Grundlage für das praktische Wirken der Humane Society ist ein pragmatisches Vorgehen, das vor allem auf kleine und schrittweise Verbesserungen setzt. HSUS ist seit Jahrzehnten der wichtigste Förderer von örtlichen Tierheimen in den USA. HSUS stellt Millionen für Sterilisations- und Kastrationsprogramme zur Verfügung, ist die führende Katastrophenschutzorganisation für Tiere, bietet landesweite Schulungsprogramme an, veranstaltet die landesweit größte Messe für Fachpersonal in Tierheimen und vieles mehr.
Durch das Shelter Pet Project und das Shelter Ally Project klärt HSUS die Öffentlichkeit auf und ermutigt Menschen, ein Haustier aus einem örtlichen Tierheim zu adoptieren, rettet Haustiere aus gefährlichen Notsituationen und bietet den Tierheimen in der gesamten USA umfangreiche Unterstützung.
Weitere wichtige Aktionen sind Kampagnen zur Verabschiedung neuer Tierschutzgesetze, Öffentlichkeitsarbeit zur Aufklärung der Bevölkerung über Methoden der Haltung und Behandlung von Tieren, und die Zusammenarbeit mit Lehrern und Schulen im Bereich der Erziehung von Kindern zugunsten eines menschlichen Umgangs mit Tieren.
Die Humane Society ist eine gemeinnützige Organisation und finanziert sich ausschließlich durch Mitgliedsbeiträge, Spenden, Nachlässe und öffentliche Förderprogramme. Sie wird geleitet durch einen aus 27 Mitgliedern bestehenden Vorstand und gliedert sich in sieben Regionalbüros sowie lokale Strukturen vor Ort. Die Organisation gibt die Mitgliederzeitschrift „All Animals“ sowie das Magazin „Animal Sheltering“ für alle im Tierschutz beruflich tätigen Menschen heraus. Sie präsentiert auch die Genesis-Awards-Verleihungen.
Gewalt gegen Menschen oder deren Androhung sowie andere Formen von ungesetzlichen Aktivitäten zur Erreichung ihrer Ziele lehnt die Organisation strikt ab.

## Geschichte
Die Humane Society of the United States wurde am 22. November 1954 durch eine kleine Gruppe um den Journalisten Fred Myers gegründet. Die philosophischen Grundlagen bildeten dabei unter anderem der Anspruch der „Achtung vor dem Leben“ des Arztes und Theologen Albert Schweitzer sowie die Ideen des amerikanischen Schriftstellers Joseph Wood Krutch, die vor allem eine tief empfundene Achtung vor der Wildnis und vor nichtmenschlichem Leben propagierten. Zu den ersten Erfolgen gehörte die Verabschiedung des Humane Methods of Slaughter Act, eines Gesetzes, das neue Standards im Bereich der Schlachtung von Nutztieren vorschrieb, nur vier Jahre nach der Gründung der Organisation.
Zu den bekanntesten Aktionen in jüngerer Zeit zählte unter anderem im September 2005 der Einsatz der Organisation zur Rettung von Heimtieren, die während des Hurrikans Katrina im Süden der Vereinigten Staaten von ihren Besitzern zurückgelassen worden waren. Als direkte Konsequenz kam es rund ein Jahr später zur Verabschiedung eines Gesetzes, durch das alle relevanten Behörden und Organisationen verpflichtet sind, die angemessene Rettung und Versorgung von Heimtieren in ihre Planungen für den Katastrophenschutz mit einzubeziehen.
Im Jahr 2025 haben sich die Humane Society of the United States und die Humane Society International unter dem Namen Humane World for Animals zusammengeschlossen.